# Rúgbrauð

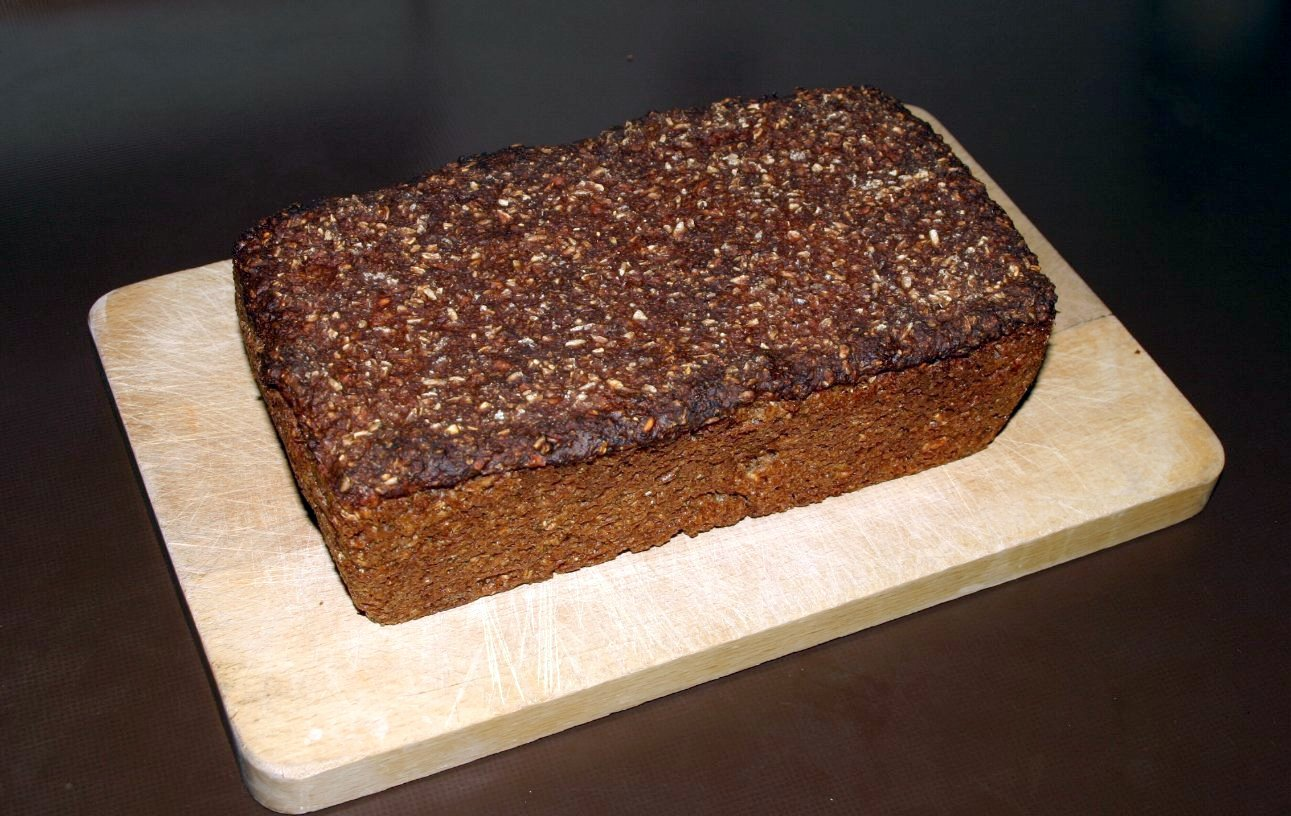
Ein Rúgbrauð

Das Rúgbrauð (ˈruːɣprœiθ; wörtlich übersetzt „Roggenbrot“) ist ein dunkles, meist süßlich schmeckendes Roggenbrot aus Island. Es
kann im übermäßigen Verzehr Blähungen verursachen, weshalb es auch den Spitznamen þrumari hat, was übersetzt so viel wie „Donnerer“ bedeutet. Rúgbrauð wird in einem kastenförmigen Tontopf gedünstet, woher es auch seine typische Form hat.
Wird es, wie ursprünglich, im Erdboden nahe heißer Quellen vergraben und dort 12 bis 24 Stunden gedünstet, bis es fertig gebacken ist, nennt man es Hverabrauð.

## Geschichte
Roggen wurde ursprünglich aus Dänemark importiert. Das erste Handelsmonopol zwischen Island und dem dänischen König kam 1603 zustande und wurde bis 1787 aufrechterhalten. In dieser Zeit wurde Roggen das vorherrschende Getreide in der isländischen Küche.
Traditionell wurde das Rúgbrauð in speziell angefertigten, rechteckigen Holzfässern oder Tontöpfen in der Nähe von heißen Quellen im Boden vergraben und somit gedünstet.

## Verwendungszweck
In der isländischen Küche wird Rúgbrauð oft zu Butter- oder Hammelpastete, eingelegtem Hering oder Hangikjöt (geräuchertes Lammfleisch) gegessen. Mit Buttermilch vermischt wird es auch als ein Brei zubereitet. Älteres Rúgbrauð wird eingeweicht und zusammen mit Zitrone und Rosinen zu einer Art Brotsuppe zerkocht, die mit Sahne als Dessert serviert wird.

## Zutaten
Der Teig besteht aus Roggenmehl, Hefe, Milch, Salz und Zucker. In modernen Abwandlungen wird auch Weizenmehl beigemengt. Der Teig wird in einem rechteckigen Behälter gedünstet. Weil bei dieser Zubereitung kein Sauerteig genutzt wird, bleiben Pentosane und weitere Nicht-Stärke-Polysaccharide erhalten, was die Verdauung stören kann.